# Tropfenvögel

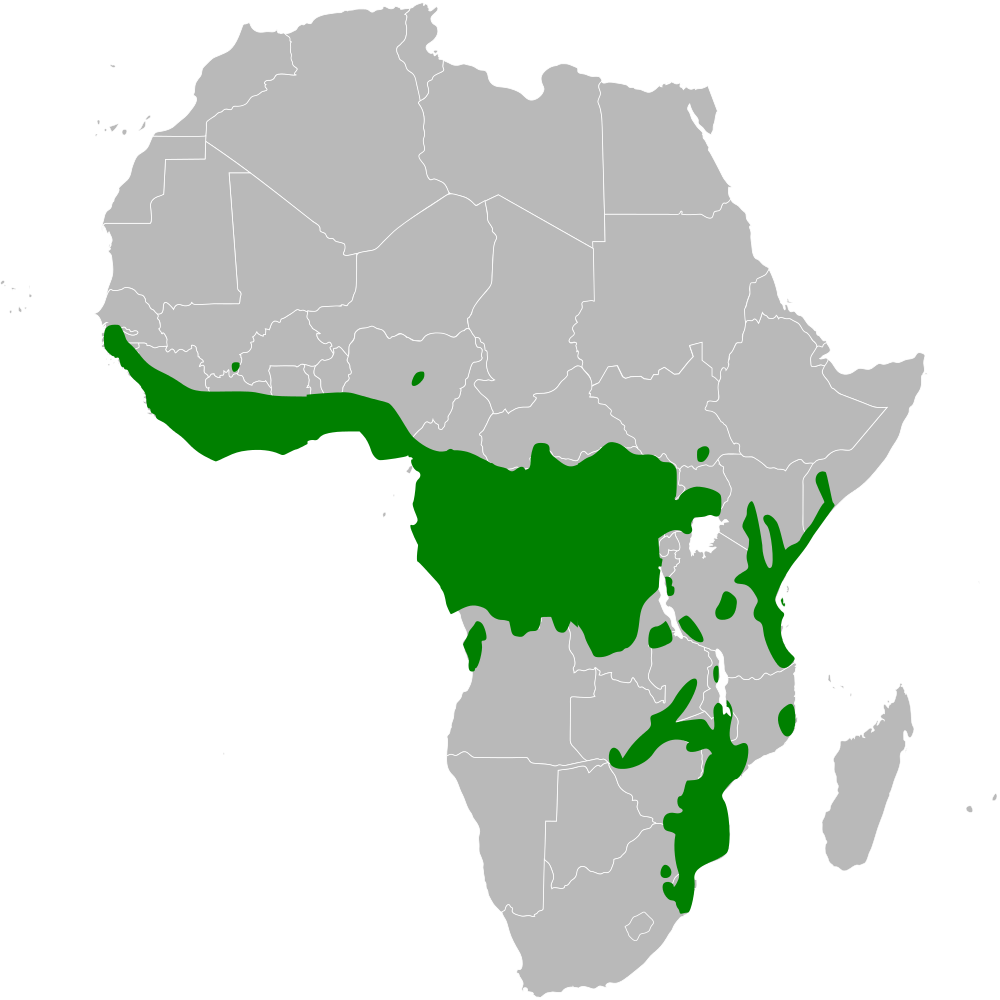
Das Verbreitungsgebiet der Tropfenvögel im tropischen Afrika

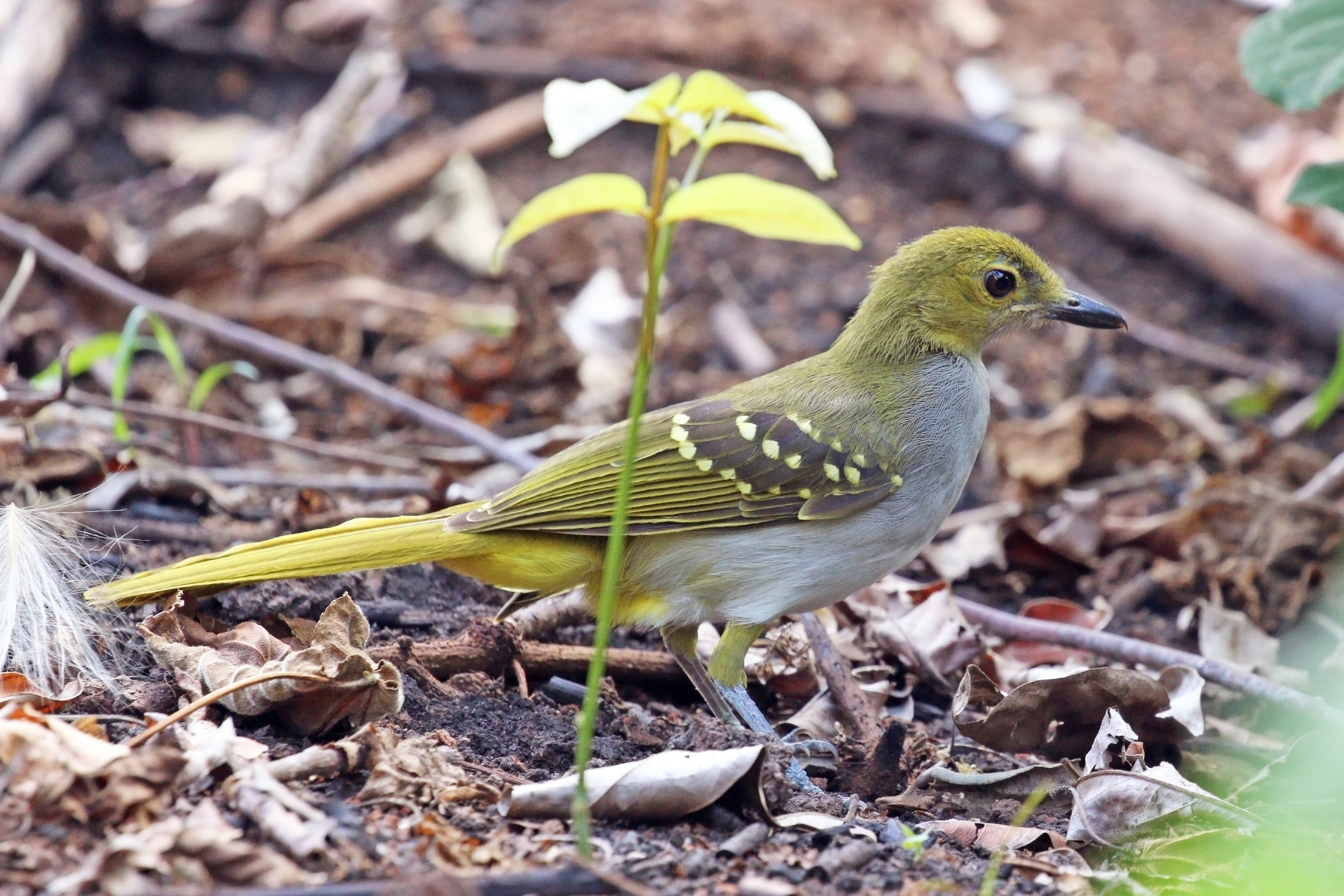
Jungvogel des Graukehl-Tropfenvogels (Nicator chloris)

Die Tropfenvögel (Nicatoridae) sind eine Singvogelfamilie mit nur einer Gattung, die auf Deutsch ebenfalls den Namen Tropfenvögel (Nicator) trägt. Zu letzterer gehören alle drei Arten der Familie, die im tropischen Afrika von Gambia und dem südlichen Senegal im Westen bis zur ostafrikanischen Küste vorkommt.

## Merkmale
Tropfenvögel sind mittelgroße Singvögel mit einem olivfarbenen, grünlichen bis gelblichen Rücken und einer weißlichen Bauchseite. Die Flügel sind mittellang und auf der Oberseite mit gelben oder cremefarbenen Punkten gemustert. Der Schwanz ist lang und am Ende abgerundet. Auch am Schwanzende befinden sich gelbe Punkte. Der Kopf ist mittelgroß, der Hals ist kurz und dick. Die Flügel sind kurz. Der Schnabel ist gerade. Die Beine und die Füße sind kurz und kräftig.

## Lebensraum und Lebensweise
Tropfenvögel kommen in verschiedenen Habitaten vor, von dichten tropischen Primärregenwäldern bis zu Strauchsavannen, außerdem in Galeriewäldern, in Plantagen und Gärten. Sie halten sich vor allem in dichtem Gebüsch auf und ihre Anwesenheit ist oft nur durch ihren Gesang nachzuweisen. Tropfenvögel ernähren sich vor allem von Insekten und anderen Wirbellosen, vor allem von größeren Grashüpfern, von Wanderheuschrecken, Käfern und Raupen, außerdem von kleinen Wirbeltieren wie Echsen und Fröschen. Die Nahrung wird oft in gemischten Vogelschwärmen, zusammen mit anderen Arten, im unteren Bereich der Wälder oder auf dem Erdboden gesucht. Um Beutetiere aus ihren Verstecken zu scheuchen, flattern Tropfenvögel oft mit den Flügeln. Die Brutbiologie der Tropfenvögel ist bisher nur wenig bekannt. Die Nester sind fragile, einfache, flache Strukturen, ähnlich wie Taubennester. Sie werden vor allem aus Zweigen gebaut, daneben werden auch Blätter, kleine Wurzeln, Pilze und Moos verwendet. Die Pilze wachsen teilweise in und um das Nest weiter und stabilisieren es damit. Das Gelege besteht aus einem bis vier Eiern. Nur das Weibchen brütet, die Jungvögel werden aber von beiden Elternteilen gefüttert. Die Brutdauer beträgt 17 bis 18 Tage, die Nestlingszeit beträgt 16 bis 18 Tage.

## Arten
- Graukehl-Tropfenvogel (Nicator chloris)
- Braunkopf-Tropfenvogel (Nicator gularis)
- Gelbkehl-Tropfenvogel (Nicator vireo)

## Systematik
Die Tropfenvögel wurden 1870 durch die deutschen Ornithologen Gustav Hartlaub und Otto Finsch erstmals beschrieben. Die Gattungsbezeichnung Nicator kommt aus dem Griechischen und bedeutet in etwa „der Siegreiche“. Sie gehören zur Überfamilie Sylvioidea und lange Zeit nahm man an, dass sie nah mit den Bülbüls (Pycnonotidae) verwandt sind. Molekulargenetische Studien ergaben, dass sich die Tropfenvögel relativ früh von der zu den meisten Familien der Sylvioidea führenden Evolutionslinie abgezweigt haben. Näher verwandt mit ihnen sind eventuell die Lerchen (Alaudidae) und die Bartmeise (Panuridae).